# Voltaire (Métro Paris)

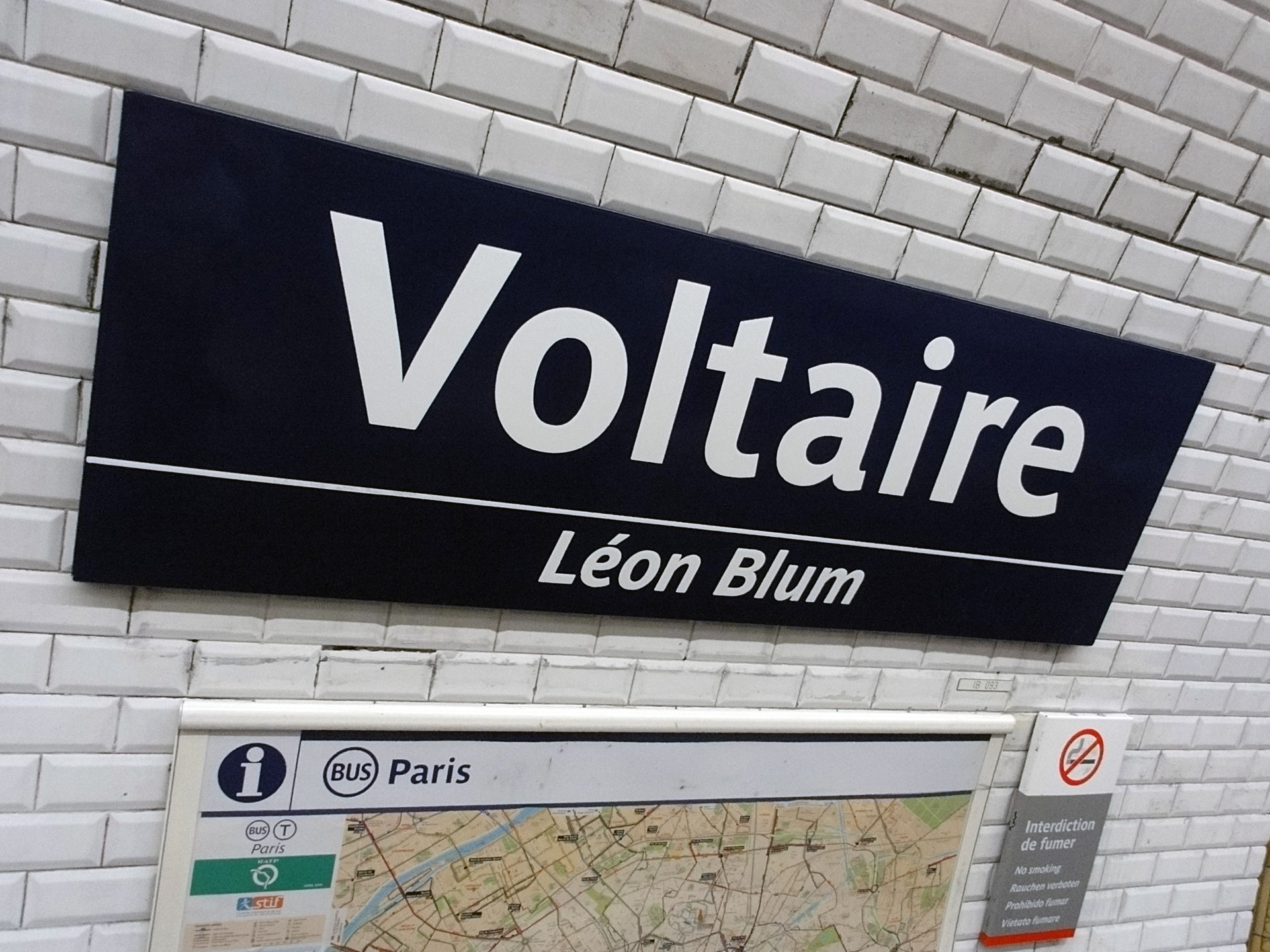
Stationsschild

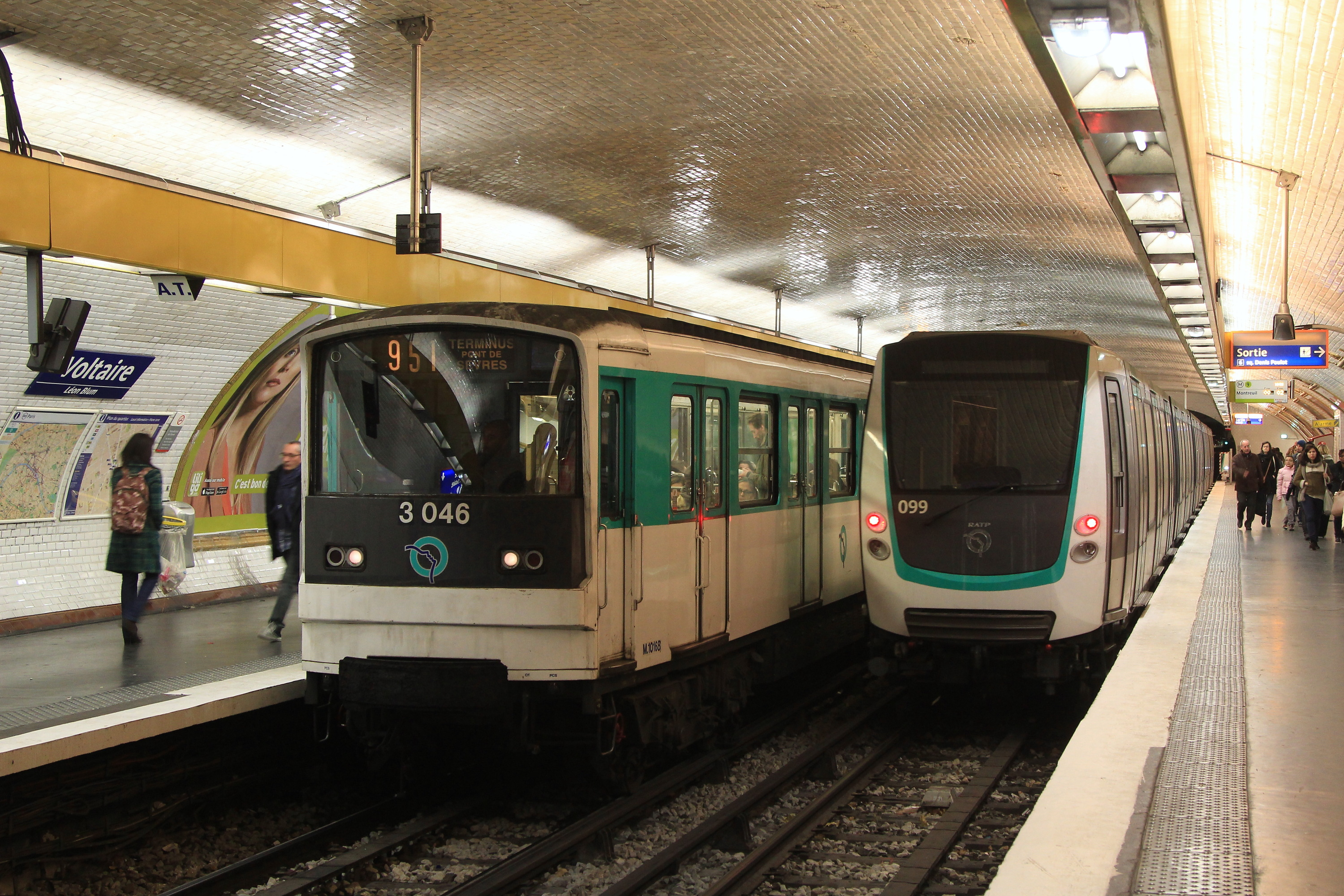
Züge der Baureihen MF 67 (links) und MF 01 in der Station Voltaire

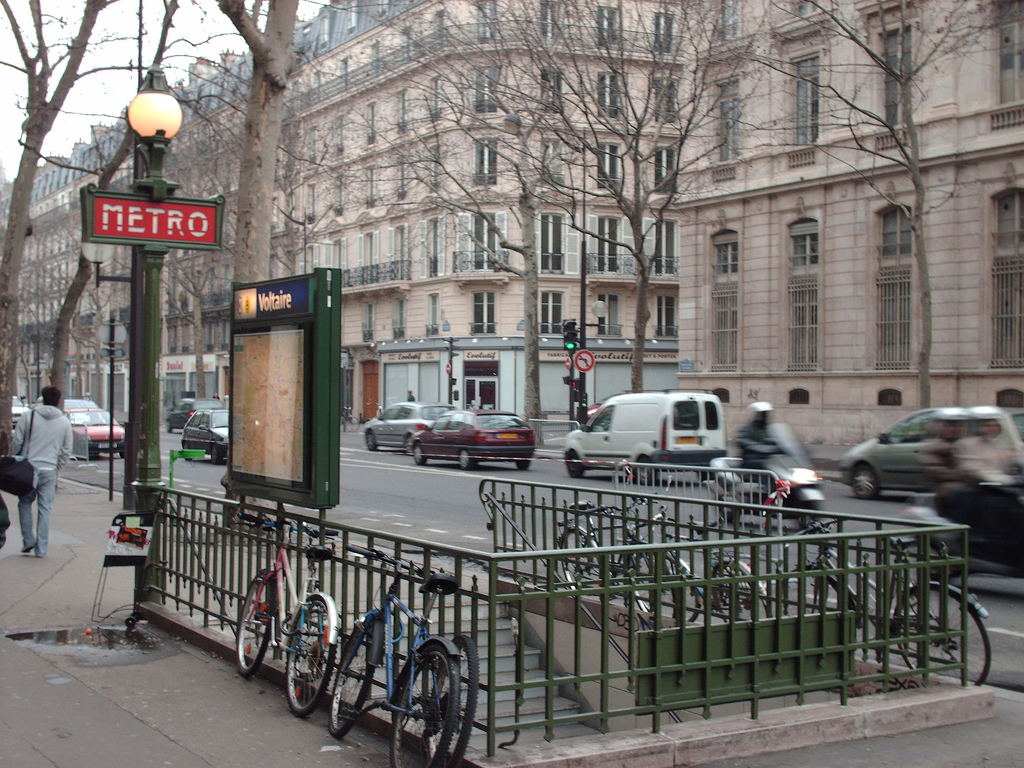
Zugang mit Art-déco-Kandelaber

Voltaire [vɔltɛʁ] ist eine unterirdische Station der Linie 9 der Pariser Métro.

## Lage
Die Station befindet sich im Quartier de la Roquette des 11. Arrondissements von Paris. Sie liegt längs unter dem Boulevard Voltaire in Höhe des Platzes Place Léon Blum.

## Name
Namengebend ist der Boulevard Voltaire. Der Philosoph und Schriftsteller Voltaire (eigentlich François-Marie Arouet; 1694–1778) gehört zu den einflussreichsten Autoren der französischen und europäischen Aufklärung.
Die Station trägt den Beinamen „Léon Blum“. Der Jurist, Schriftsteller und sozialistische Politiker Léon Blum (1872–1950) war dreimal französischer Premierminister. Als führender Kopf des französischen Widerstands wurde er 1943 nach Deutschland deportiert und war zwei Jahre lang im Konzentrationslager Buchenwald inhaftiert.

## Geschichte und Beschreibung
Die Station wurde am 10. Dezember 1933 in Betrieb genommen, als die Linie 9 um 6430 m von Richelieu – Drouot bis Porte de Montreuil verlängert wurde. Sie weist zwei Seitenbahnsteige an zwei Streckengleisen auf und wurde mit einer Länge von 105 m errichtet. Der Querschnitt ist ellipsenförmig, Decke und Wände sind weiß gefliest. Die Seitenwände folgen der Krümmung der Ellipse.
Die drei Zugänge sind durch je einen von Adolphe Dervaux im Stil des Art déco entworfenen Kandelaber markiert. Dazu gibt es einen weiteren Ausgang mit einer Rolltreppe.

## Fahrzeuge
Die Linie 9 wird mit konventionellen Fahrzeugen betrieben, die auf Stahlschienen verkehren. Zunächst verkehrten Züge der Bauart Sprague-Thomson, die dort ihr letztes Einsatzgebiet hatten. 1983 kam die Baureihe MF 67 auf die Strecke. Seit Oktober 2013 kam zunehmend die Baureihe MF 01 zum Einsatz, am 14. Dezember 2016 verkehrte der letzte MF-67-Zug auf der Linie 9.